# 如若巴黎不快乐
《如若巴黎不快乐》（英語：If Paris Downcast），2018年中国偶像剧。本剧改编自作家白槿湖的網絡小说《如果巴黎不快乐》，由张翰、阚清子领衔主演，芒果TV于2018年9月23日首播。马来西亚与文莱 则于2018年9月30日在 dimsum 首播。 

## 播出时间
| 频道   | 所在地   | 播映日期      | 播出时间                  | 备注 |
| ------ | -------- | ------------- | ------------------------- | ---- |
| 芒果TV | 中国大陆 | 2018年9月23日 | 每逢周日至周二 20:00 上线 |      |
| dimsum | 马来西亚 | 2018年9月30日 |                           |      |

## 演员列表

### 主要演员
| 演員   | 角色   | 介紹 |
| 张翰   | 佟卓尧 | 他是首屈一指商界精英，冷漠倨傲的外表下，是温润柔软。爱对他而言，是原谅；千帆过尽，在爱的世界里，他终究学會原谅了别人，也原谅了自己。                   |
| 阚清子 | 阮曼君 | 爱对她而言，每场都是劫难，唯有比谁更坚强，才能胜出。可以给你冬日里最温暖的力量，也如埃菲尔铁塔般漂亮并坚韧。始终是清淡欢颜的女子，写高贵的情书给自己。 |

### 其他演员
| 演員   | 角色   | 介紹 |
| 林雨申 | 戴靖杰 | 恰到好处的微笑，不过是他自我保护的伪装，而内心深藏的复仇大计，让他在黑暗中泥足深陷。这一切的背后，却是无法逃脱的恐惧。但在众人的包容下，他将与内心的恶魔斗争到底。 |
| 张雅玫 | 叶洁白 | 人如其名，洁白而美好。对爱执着，认定便赌上自己的一生，未曾想到却在爱里迷失。幡然醒悟后，她终究会不会选择放手？                                                     |
| 刘长德 | 袁正铭 | 风流洒脱的背后，是深知自己生活不过是被导演的一出戏，而他甘愿配合做个伪装者。当最终想要放手一试争取幸福的时候，会不会已是曾经沧海？                                 |
| 刘烨   | 李多多 | 本不屑于爱，却在爱里陷落。友情中，她始终是最安全温暖的港湾；爱情里，她却精明算计，隐藏真心。福祸之后，她会不会涅槃重生？                                           |
| 李颖   | 林璐云 | 她感悟于爱得勇气，却更怕错再一次上演。她并不想成为，独裁专治的母亲，只是想让所有人过得更好。                                                                       |
| 张国柱 | 钟利涛 | 万众瞩目的集团领袖，风光背后又藏着多少心酸。就算是在刀光剑影的商战中叱咤风云，可当面对自己的儿女时，依旧目如阳春。                                                 |
| 郭子千 | 何喜嘉 | 与叶洁白是好姐妹，一直默默陪伴在叶洁白身边。一切为报养育之恩，所作所为都无法言说对错。心中原本居住着天使的她，要如何从迷局中逃脱，活出真正的自我呢？               |

## 电视原声带
| 曲序 | 曲目                     |              | 作曲 | 编曲   | 演唱       |
| ---- | ------------------------ | ------------ | ---- | ------ | ---------- |
| 1.   | 地平線（片頭曲）         | 段思思、高姍 | 譚旋 | 陳思同 | 郁可唯     |
| 2.   | 如果那里不快乐（主题曲） | 陸虎         | 陸虎 | 陸虎   | 张翰       |
| 3.   | Be with you（片尾曲）    | 周潔穎       | 譚旋 | 陳思同 | 张翰、雅玫 |
| 4.   | 我爱我（插曲）           | 陸虎         | 陸虎 | 陳迪   | 陆虎       |
| 5.   | 秘密 Secret（插曲）      | 陸虎         | 陸虎 | 陸虎   | 陆虎       |
| 6.   | Make you shine（插曲）   | 方柏深       | 慶慶 | 光澤   | 庆庆       |
| 7.   | Don't let go（插曲）     | 方柏深       | 慶慶 | 光澤   | 庆庆、光泽 |